# Хьордюр Магнусон
Хьордюр Бьоргвин Магнусон (на исландски: Hörður Björgvin Magnússon), роден на 11 февруари 1993 г., е професионален исландски футболист, защитник, играещ за гръцкия Панатинайкос и националния отбор на Исландия.

## Кариера

### Клубна кариера
В началото на кариерата си се състезава за Фрам Рейкявик, чийто юноша е. През сезон 2009 – 10 записва 6 мача за първия отбор, оставяйки добро впечатление. На 23 юли 2011 г. се присъединява към школата на Ювентус. Въпреки че записва тренировки с първия отбор, Магнусон не записва мачове за него. За да поддържа формата си е изпратен под наем във втородивизионния тим на Специя. С екипа на Специя изиграва един сезон, в който участва в 20 мача. През следващия сезон е изпратен под наем в състезаващия се в Серия А Чезена.
През 2018 г. преминава в ЦСКА Москва.

### Национален отбор
На 10 май 2016 г. излиза официалният състав на Исландия за Евро 2016, а Магнусон е част от списъка. Участва и на Мондиал 2018, където Исландия отпада в груповата фаза.